# Pereskia weberiana
Pereskia weberiana es una especie de cactus nativa de Bolivia.

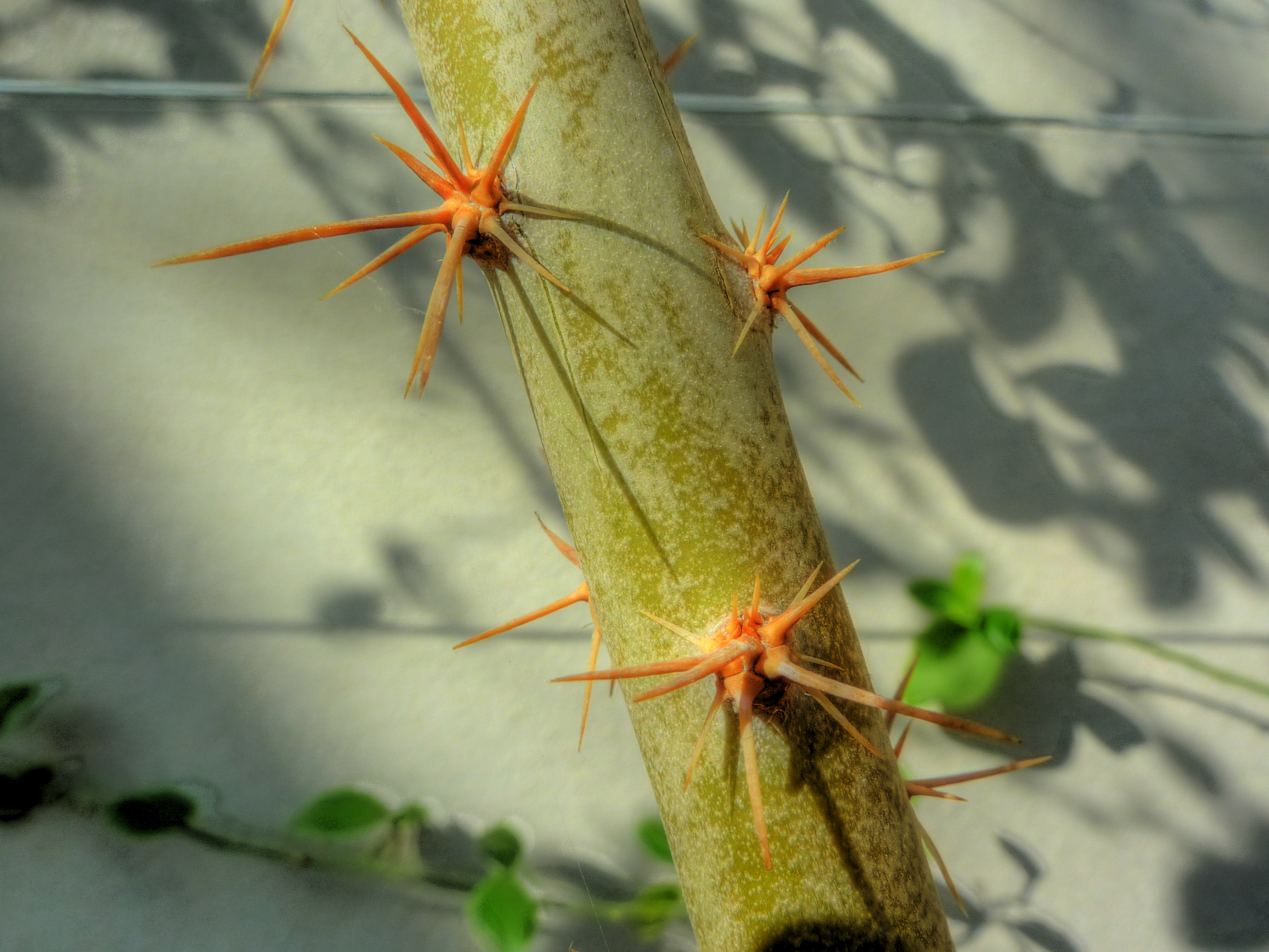
Detalle de las areolas

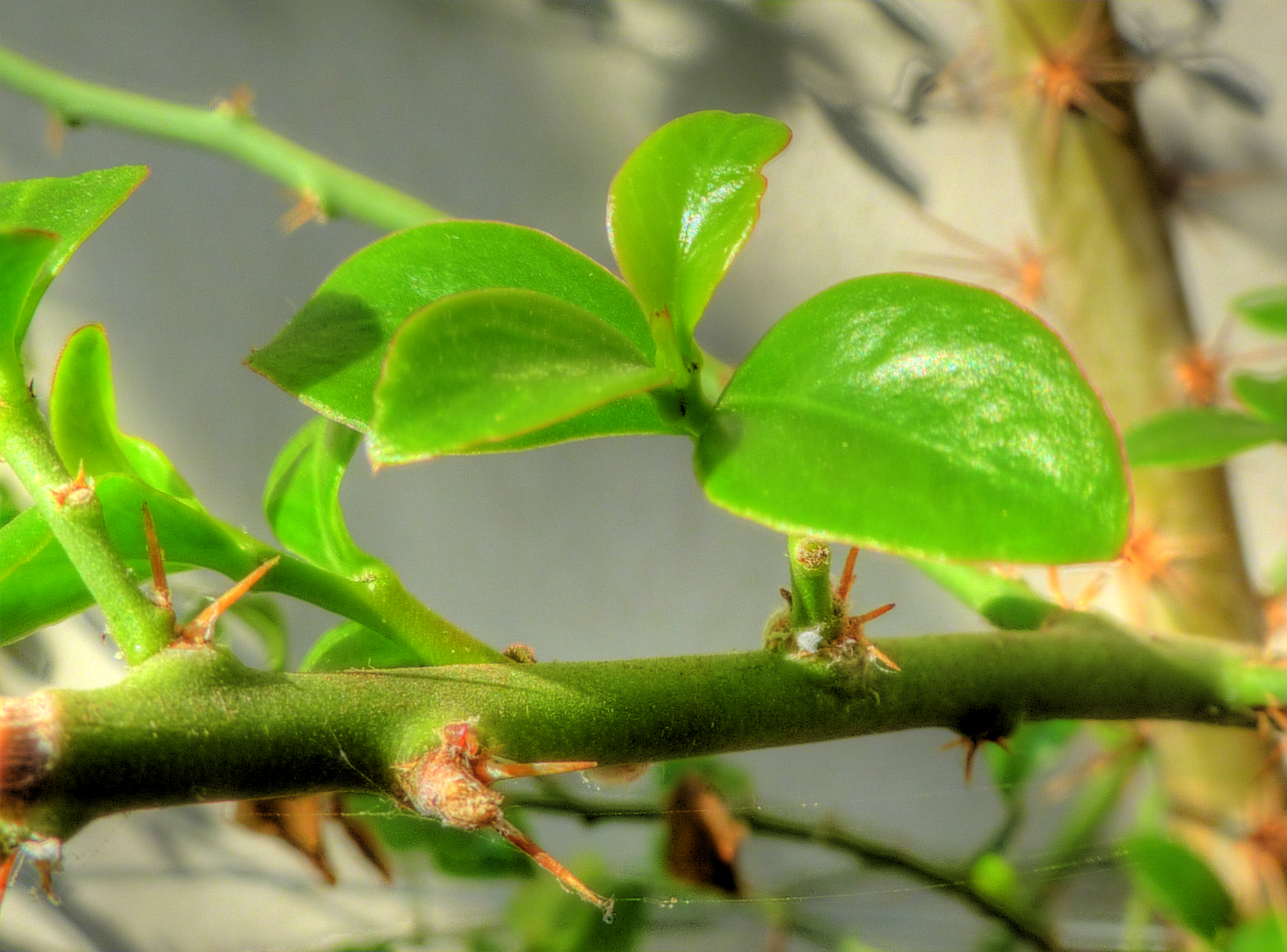
Hojas

## Descripción
Pereskia weberiana es un arbusto que alcanza un tamaño de uno a tres metros. El tronco es de color marrón, agrietado y apergaminado, con un diámetro de hasta doce centímetros. Las hojas son cortas y muy diferentes, desde elípticas a estrechamente elípticas o lanceoladas, de 2,5 a 6 centímetros de largo y de 1 a 3 cm de ancho. La hoja tiene de dos a cuatro nervios laterales. El nervio central sobresale en el lado inferior de las hojas. En las ramas tiene areolas escasamente cubiertas de lana. En las ramas y tronco principal sólo se presentan las espinas. Las areolas de las ramas tienen de tres a cinco espinas extendidas y rígidas de 0,8 a 1,3 centímetros de largo. En el tronco y las ramas principales alcanza las 20  espinas por areola.
Las flores, rosas o blancas, aparecen solitarias o en inflorescencias terminales. Los frutos son esféricos, huecos, suculentos, negro brillante, con un diámetro de 7 mm y de 5 a 6 milímetros de largo.

## Distribución y hábitat
Pereskia weberiana se encuentra en Bolivia, en los departamentos de La Paz y Cochabamba, en la zona de captación del Río Beni, donde es común en los bosques secos de los valles interandinos a altitudes desde 1100 hasta 1900 metros.

## Taxonomía
Pereskia zinniiflora fue descrita por Karl Moritz Schumann y publicada en Revisio Generum Plantarum 3(2): 107. 1898.
Etimología
Pereskia: nombre genérico llamado así en honor a Nicolas-Claude Fabri de Peiresc, botánico francés del siglo XVI, por quien también se nombró a la subfamilia Pereskioideae.
weberiana: epíteto  otorgado en honor del botánico francés Frédéric Albert Constantin Weber.
Sinonimia
- Pereskia antoniana (Backeb.) Rauh
- Rhodocactus antonianus Backeb.	[3]